# Roberto Hodge
Roberto Williams Hodge Rivera (La Serena, Chile, 30 de agosto de 1944-12 de agosto de 1986) fue un futbolista chileno. Es considerado uno de los mejores futbolistas chilenos de la historia, jugando de centrocampista. y uno de los máximos ídolos y referentes del club Universidad de Chie. En dicho equipo jugó durante 9 temporadas, en las que ganó cinco Campeonatos Nacionales, dos Torneos Metropolitano, una Copa Francisco Candelori y fue semifinalista de Copa Libertadores. En el extranjero, defendió en México al América, donde es considerado ídolo, fue campeón de Primera División y Copa México, también jugó en Tigres, donde fue campeón de Copa México y en Tecos.
Con la Selección de Chile participó en la Copa Mundial de 1966 y en la Copa América de 1967, además de las Eliminatorias de 1966, 1970, 1974 y 1978, disputó 49 partidos, anotando 1 gol.

## Trayectoria
Llegó a la capital proveniente de La Serena junto a su familia a fines de los años cuarenta y se integró rápidamente a las infantiles de la «U». En 1957 formó parte de los cadetes de Universidad de Chile. Debutó a los 16 años en un pentagonal donde participaron entre otros Peñarol de Uruguay y Vasco da Gama de Brasil. En sus años en el club universitario fue figura en el mediocampo, reemplazando de gran forma a Alfonso Sepúlveda, quien por sus lesiones y dificultades quedó al margen de la alineación. Hodge poseía el mismo estilo, agilidad y toque de balón, pero su técnica individual exquisita lo diferenciaba, llegando a ser parte del equipo campeón los años 1962, 1964, 1965, 1967 y 1969. Además levantó las Copas de los Torneos Metropolitano y Francisco Candelori y llegó a semifinales de la Copa Libertadores de América en 1970. En total jugó 222 partidos con la «U» y convirtió 26 goles.
Su segundo club fue el América de México donde se gana un puesto y se convierte en figura e ídolo, específicamente al conseguir anotar un gol por la finalísima del balompié Azteca derrotando al Deportivo Toluca, consagrándose campeón en 1970-71 y un subcampeonato en la temporada siguiente 1971-72, asimismo Hodge anotó 2 goles en la final de la Copa MX de 1973-74 venciendo 3-2 en el global a Cruz Azul.
Posteriormente emigró a los Tigres de Nuevo León, donde fue campeón de Copa México 1975-76 derrotando el 4 de octubre de 1975 en el Estadio Universitario 2-0 en la final de vuelta y 3-2 en el global al América, convirtiéndose así en uno de los integrantes del equipo que le dio a la ciudad su primer campeonato en la primera división y en ser el primer extranjero en vestir la camiseta.
Finalmente sus últimas dos temporadas en tierras aztecas las jugó en los Tecos de la UAG, siendo Hodge el autor del primer gol del cuadro de la ciudad de Guadalajara en su debut en primera división del fútbol mexicano, al abrir el marcador en el triunfo 2-0 sobre el Club Jalisco el 29 de octubre de 1975 por la primera fecha de la Primera División de México 1975-76. En su regreso a Chile vistió la camiseta de Palestino, Aviación y Cobresal
Falleció afectado por un cáncer de páncreas el 12 de agosto de 1986.

## Selección nacional
Fue internacional con la Selección de fútbol de Chile, en el mundial de Inglaterra 1966, sin embargo se perdió la Copa del Mundo de 1974 debido a lesiones y enfermedad que hasta pusieron en peligro su carrera. Llegó a ser capitán de la selección. Jugó 49 partidos, 22 oficiales y 27 amistosos, registrando 1 gol convertido con la casaca nacional.

### Participaciones en Copas del Mundo
| Mundial                        | Sede       | Resultado    |
| ------------------------------ | ---------- | ------------ |
| Copa Mundial de Fútbol de 1966 | Inglaterra | Primera fase |

#### Participaciones en Clasificatorias a Copas del Mundo
| Eliminatorias                 | País       | Resultado   | Posición   | PJ |
| ----------------------------- | ---------- | ----------- | ---------- | -- |
| Eliminatorias Inglaterra 1966 | Inglaterra | Clasificado | 1º Grupo 2 | 3  |
| Eliminatorias México 1970     | México     | Eliminado   | 2° Grupo 3 | 4  |
| Eliminatorias Alemania 1974   | Alemania   | Clasificado | Repechaje  | 0  |
| Eliminatorias Argentina 1978  | Argentina  | Eliminado   | 2° Grupo 3 | 2  |

#### Participaciones en Copa América
| Copa              | Sede    | Resultado | PJ |
| ----------------- | ------- | --------- | -- |
| Copa América 1967 | Uruguay | Tercero   | 7  |

## Clubes
| Club                 | País   | Año       |
| -------------------- | ------ | --------- |
| Universidad de Chile | Chile  | 1962-1970 |
| Club América         | México | 1971-1974 |
| Tigres               | México | 1974-1975 |
| Tecos                | México | 1975-1977 |
| Palestino            | Chile  | 1977      |
| Deportes Aviación    | Chile  | 1978-1980 |
| Deportes Cobresal    | Chile  | 1981      |

## Estadísticas
| Club                         | Div.          | Temporada     | Liga  | Liga  | Copas nacionales | Copas nacionales | Torneos internacionales | Torneos internacionales | Total | Total | Media goleadora |
| Club                         | Div.          | Temporada     | Part. | Goles | Part.            | Goles            | Part.                   | Goles                   | Part. | Goles | Media goleadora |
| ---------------------------- | ------------- | ------------- | ----- | ----- | ---------------- | ---------------- | ----------------------- | ----------------------- | ----- | ----- | --------------- |
| Universidad de Chile · Chile | 1ª            | 1962          | 2     | 0     | —                | —                | —                       | —                       | 2     | 0     | 0,0             |
| Universidad de Chile · Chile | 1ª            | 1963          | 11    | 0     | —                | —                | —                       | —                       | 11    | 0     | 0,0             |
| Universidad de Chile · Chile | 1ª            | 1964          | 18    | 5     | —                | —                | —                       | —                       | 18    | 5     | 0,27            |
| Universidad de Chile · Chile | 1ª            | 1965          | 30    | 5     | —                | —                | 3                       | 0                       | 33    | 5     | 0,15            |
| Universidad de Chile · Chile | 1ª            | 1966          | 21    | 3     | —                | —                | 5                       | 0                       | 26    | 3     | 0,11            |
| Universidad de Chile · Chile | 1ª            | 1967          | 31    | 1     | —                | —                | —                       | —                       | 31    | 1     | 0,03            |
| Universidad de Chile · Chile | 1ª            | 1968          | 28    | 4     | —                | —                | 6                       | 0                       | 34    | 4     | 0,11            |
| Universidad de Chile · Chile | 1ª            | 1969          | 29    | 3     | —                | —                | —                       | —                       | 29    | 3     | 0,10            |
| Universidad de Chile · Chile | 1ª            | 1970          | 27    | 2     | —                | —                | 14                      | 3                       | 41    | 5     | 0,12            |
| Universidad de Chile · Chile | Total club    | Total club    | 197   | 23    | 0                | 0                | 28                      | 3                       | 225   | 26    | 0,12            |
| América · México             | 1ª            | 1970-71       | 37    | 1     | —                | —                | —                       | —                       | 37    | 1     | 0,02            |
| América · México             | 1ª            | 1971-72       | 37    | 3     | 3                | 0                | —                       | —                       | 40    | 3     | 0,08            |
| América · México             | 1ª            | 1972-73       | 30    | 1     | 0                | 0                | —                       | —                       | 30    | 1     | 0,03            |
| América · México             | 1ª            | 1972-74       | 19    | 0     | 8                | 1                | —                       | —                       | 27    | 1     | 0,03            |
| América · México             | Total club    | Total club    | 123   | 5     | 11               | 1                | 0                       | 0                       | 134   | 6     | 0,04            |
| Total carrera                | Total carrera | Total carrera | 320   | 28    | 11               | 1                | 28                      | 3                       | 359   | 32    | 0,12            |
| 1. 2. 3.                     |               |               |       |       |                  |                  |                         |                         |       |       |                 |

## Palmarés

### Títulos locales
| Título               | Club                 | País  | Año  |
| -------------------- | -------------------- | ----- | ---- |
| Torneo Metropolitano | Universidad de Chile | Chile | 1968 |
| Torneo Metropolitano | Universidad de Chile | Chile | 1969 |

### Títulos nacionales
| Título                   | Club                 | País   | Año     |
| ------------------------ | -------------------- | ------ | ------- |
| Primera División         | Universidad de Chile | Chile  | 1962    |
| Primera División         | Universidad de Chile | Chile  | 1964    |
| Primera División         | Universidad de Chile | Chile  | 1965    |
| Primera División         | Universidad de Chile | Chile  | 1967    |
| Copa Francisco Candelori | Universidad de Chile | Chile  | 1969    |
| Primera División         | Universidad de Chile | Chile  | 1969    |
| Primera División         | América              | México | 1970-71 |
| Copa México              | América              | México | 1973-74 |
| Copa México              | Tigres               | México | 1975-76 |

### Distinciones individuales
| Distinción                                                                              | Año  |
| --------------------------------------------------------------------------------------- | ---- |
| Jugador Revelación del Fútbol Chileno                                                   | 1963 |
| Mejor Volante Central del Fútbol Chileno                                                | 1964 |
| Mejor Volante Central del Fútbol Chileno                                                | 1965 |
| Mejor Volante Central de Copa América por Conmebol                                      | 1967 |
| Mejor Volante Central del Fútbol Chileno                                                | 1967 |
| Mejor Volante Central del Fútbol Chileno                                                | 1968 |
| Mejor Volante Central del Fútbol Chileno                                                | 1969 |
| Mejor Volante Central de Copa Libertadores                                              | 1970 |
| Mejor Volante Central del Fútbol Chileno                                                | 1970 |
| 13.⁰ Mejor Jugador de la Historia del Club América                                      | 2013 |
| Top 2.⁰ Mejor jugador chileno de la historia del Club América                           | 2013 |
| Incluido dentro de las 50 mejores figuras históricas de Universidad de Chile por AS.com | 2016 |
| Incluido entre los mejores cinco contención de la historia del Club América             | 2016 |
| Homenaje a la trayectoria por Universidad de Chile                                      | 2019 |
| Incluido entre los mejores jugadores de la historia del América                         | 2019 |

### Comentarios
"El "Maestro" Roberto Hodge, el mejor "6" que jugué en mi vida"
Carlos Reinoso

"Mi apodo se debe al "Negro" Roberto Hodge"
Alejandro González Iñárritu